# Kostel svatého Václava (Dobřeň)
Kostel svatého Václava v Dobřeni je chráněn jako kulturní památka České republiky.

## Historie
Kostel byl postaven v polovině 14. století jako farní gotický kostelík. V 16. století byl renesančně přestavěn a v 19. století byla dostavěna hranolovitá zeď. Kostel byl poprvé zmíněn v písemných pramenech v souvislosti s vyplácením desátku zdejšímu faráři.

## Dispozice
Nejvýznamnější částí kostela je jeho hranolovitá zeď. Kostel je uvnitř stěnou rozdělen na dvě části, loď a presbytář. Interiér je vybaven kazatelnou, sloupky, nikami a tabulovým obrazem Ukřižování z konce 16. století.

## Fotogalerie

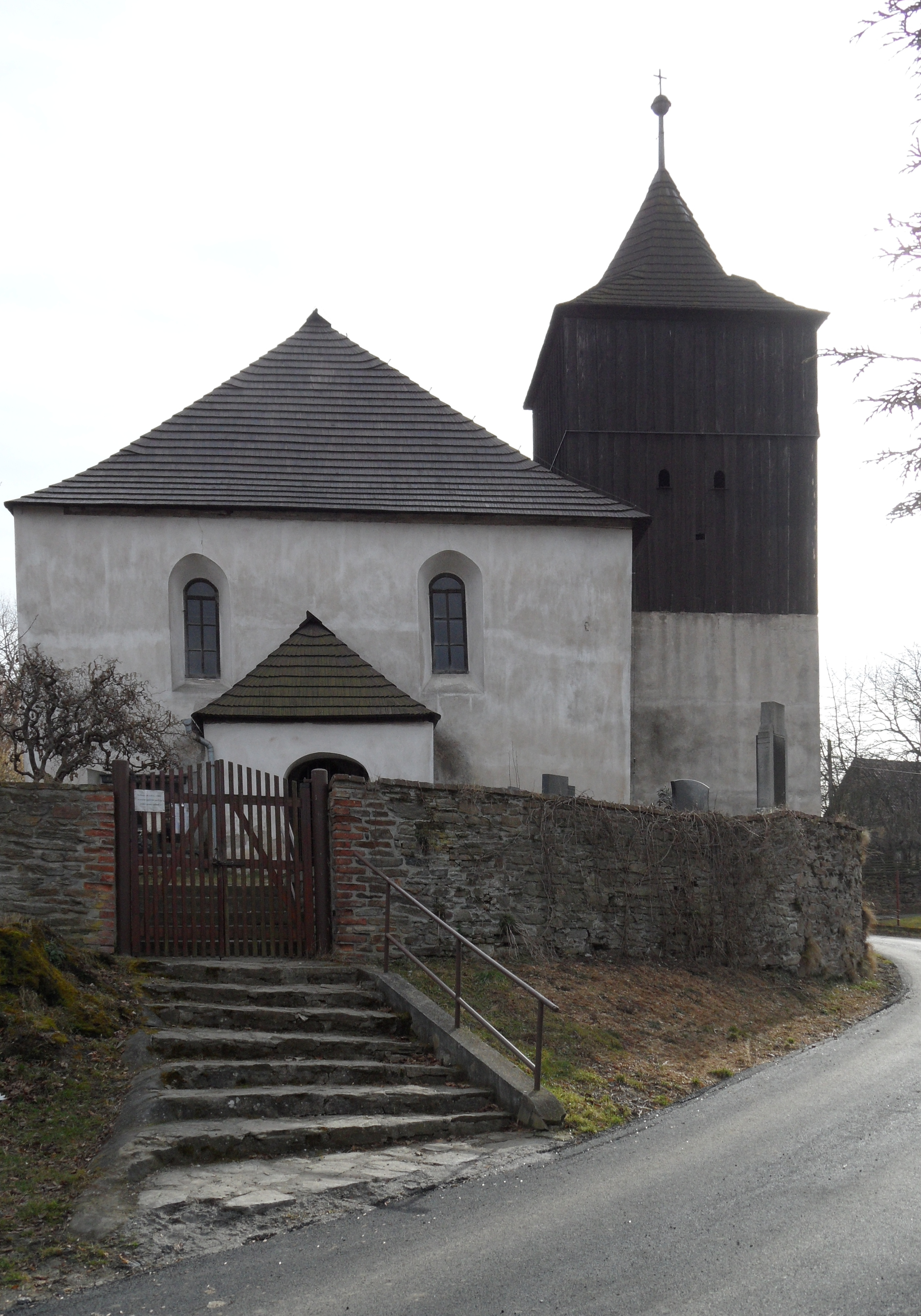
Kostel od severu
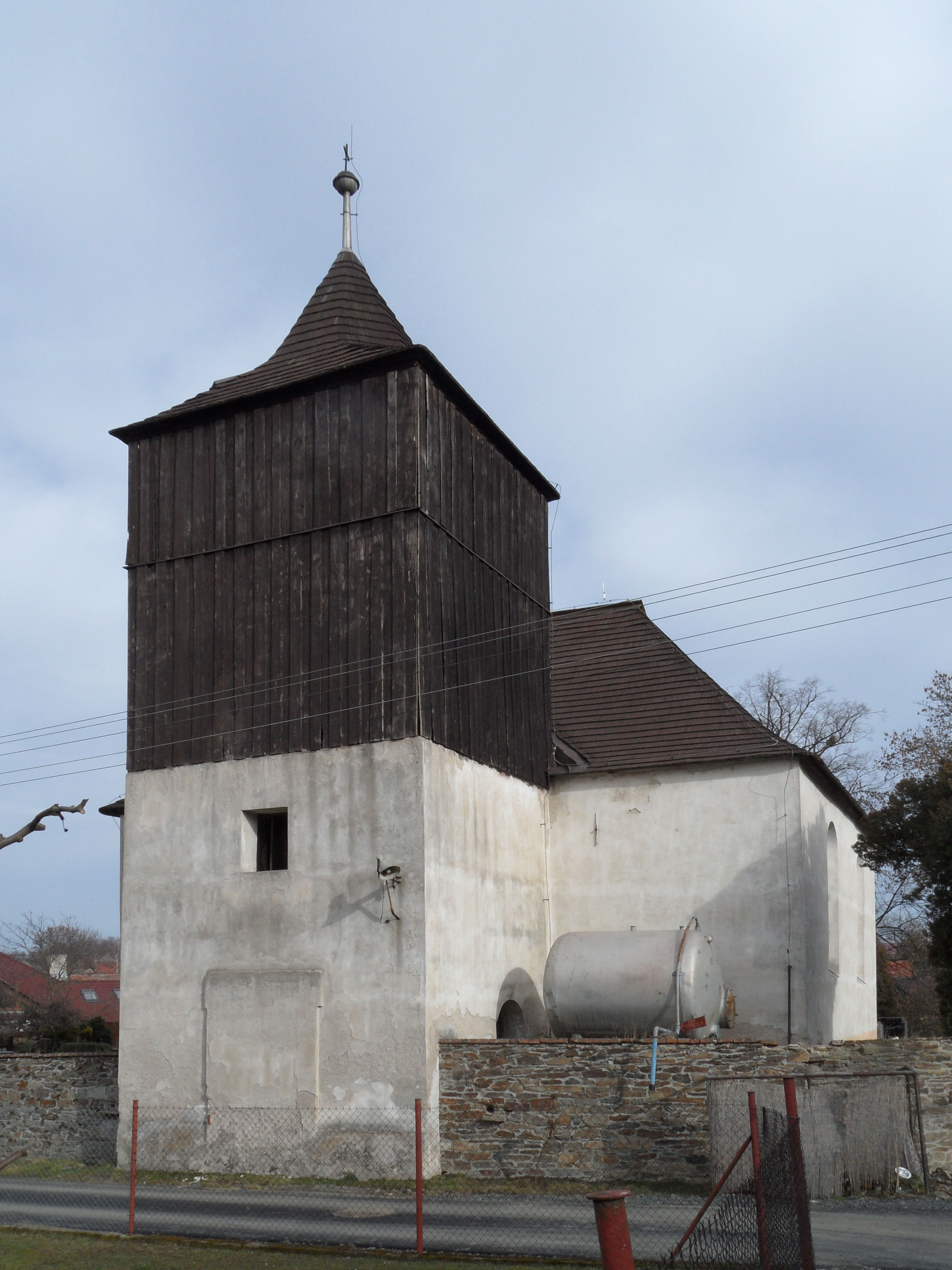
Kostel od západu
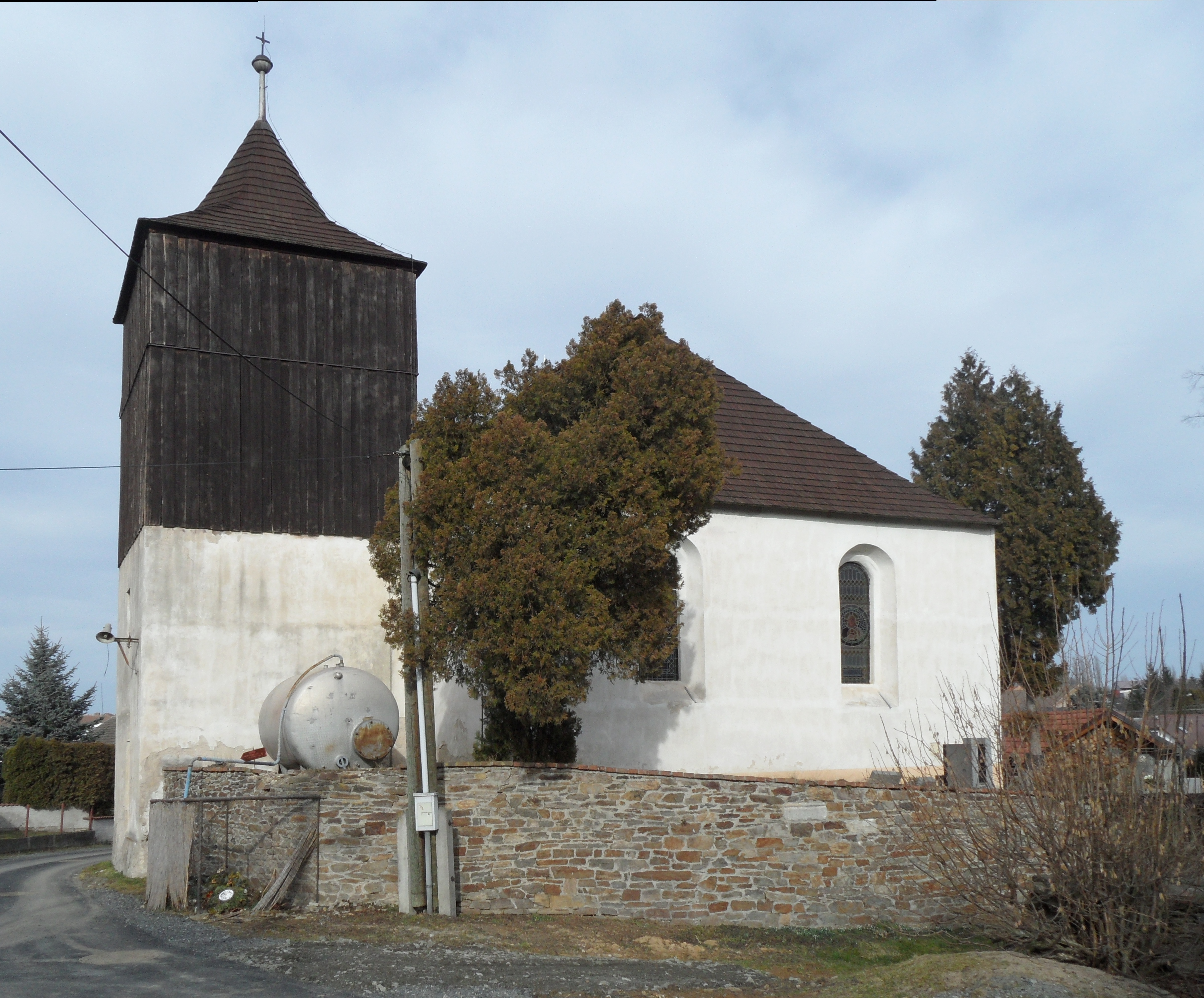
Kostel od jihu